# Орісон Суетт Марден

Орісон Суетт Марден (англ. Dr. Orison Swett Marden;  11 червня 1848, штат Нью-Гемпшир, США — березень 1924) — американський письменник, який писав про успіх в житті та як його домогтися. Його праці обговорюють принципи здорового глузду та чесноти, які роблять для збалансованого успішного життя. Багато з його ідей засновані на філософії Нової думки.  
Його перша книга, Pushing to the Front (1894), миттєво стала бестселером і залишається класикою в жанрі самодопомоги. Марден пізніше опублікував понад 50 книг і брошур, в середньому дві публікації на рік.
Письменник мав незвичайну здатність співзвучати зі своїми читачами, закликаючи їх надією, запалюючи їх для досягнення їхніх мрій. Злидні в дитинстві та юності, відсутність повної освіти та широкого бізнес-досвіду в ранній молодості стали чинниками, які дозволили йому писати з розумінням, співчуттям і глибиною. Марден помер в 1924 році у віці 74 років.

## Біографія
Орісон Марден народився 11 червня 1848 року в Торнтон Горі, штат Нью-Гемпшир, у родині Льюїса та Марти Марденів. Коли Мардену було три роки, померла його мати у віці 22 років. Після цього він та дві його сестри залишились під опікою батька, який був фермером, мисливцем та трапером. Але чотири року по тому батько помер від травм, отриманих у лісі. Діти змінювали одних опікунів на інших. Марден працював як «наймит» в кожній з п’яти опікунських родин, щоб відпрацювати своє утримання. 
В підлітковому віці Марден знайшов на горищі книгу під назвою «Самопоміч» шотландського письменника Семюеля Смайлза. Вона стала переломним моментом у його житті, надихнувши його покращити себе та свої обставини. Марден оцінював цю книгу, як таку, що «варта діамантів» та практично пам’ятав на пам’ять. Він глибоко поважав та захоплювався автором, праця якого прищепила йому бажання надихати інших, подібно до того як Семюел Смайл надихнув його. 
З юності Марден проявив себе надзвичайно енергійним та цілеспрямованим. До 30 років він здобув науковий ступінь у галузях науки, мистецтва, медицини та права. Під час навчання в коледжі він забезпечував себе сам, працюючи в готелі, а потім став власником кількох готелів і курорту. До 40 років він залишався успішним власником готелю.

### Pushing to the Front
У  44 роки Марден змінив кар’єру підприємця на роботу професійного автора. До цього рішення його спонукали проблеми у бізнесі та пожежа у готелі. Під їх впливом, він прийняв ретельно обдумане рішення почати для себе нову справу. Його почуття ідеалізму разом з постійним відчуттям «зараз або ніколи» у середньому віці, змусило його рухатися вперед до нової мети.
Маргарет Конноллі, сучасниця, яка працювала у видавничій фірмі Мардена на початку 1900-х років, описувала інцидент із пожежею в готелі. Тоді Марден ледве уникнув загибелі, але його оригінальний книги «Поштовх вперед» тоді згорів. Непохитна рішучість підприємця почати з нуля після всіх втрат була характерною для цієї людини та його творів. Конноллі згадувала:
«Понад п’ять тисяч сторінок рукописів – плід усього вільного часу, який він зміг вирвати з майже 15 багатолюдних років ділового життя – злетіли з димом.
Не маючи нічого, крім нічної сорочки, коли він врятувався від пожежі, він пішов вулицею, щоб забезпечити себе необхідним одягом. Як тільки це було зроблено, він купив зошит за двадцять п’ять центів і, поки руїни готелю ще диміли, почав переписувати по пам’яті рукопис книги своєї мрії». 
Приголомшений та засмучений втратою Марден став відновлювати свою роботу, почавши її з початку. Він вирішив переписати рукопис, маючи скромні заощадження, але багато часу. Для цього він переїхав до Бостона, де зняв недорогу кімнату та енергійно занурився у роботу. За короткий час він закінчив писати не тільки книгу своєї мрії «Поштовх вперед», але й другу книгу «Зодчі долі». Потім він зробив три копії рукопису «Поштовх вперед» та подав їх на затвердження до трьох бостонських видавництв. Усі три фірми хотіли видати книгу після першого прочитання рукопису. Зрештою, він був опублікований Houghton, Mifflin & Company (Бостон) і представлений читачам 1 грудня 1894 року. 
Pushing to the Front (1894) став найбільшою класикою серед книг про розвиток особистості на той час. Американські президенти Вільям Мак-Кінлі і Теодор Рузвельт, а також прем'єр-міністр Великої Британії Вільям Гладстон високо оцінили книгу. Такі люди, як Генрі Форд, Томас Едісон, Гарві Фаєрстоун і Джон П. Морган, посилалися на цю книгу як джерело натхнення. Підсумовуючи розмах і вплив першої літературної спроби Мардена, Конноллі стверджувала, що «250 видань Pushing to the Front було опубліковано наразі (у 1925 році) тільки в цій країні. Його знають і читають у практично в кожній країні світу». Протягом всієї своєї кар’єри Марден написав понад  50 книг та буклетів. Кожна з його книг містить десятки відомих цитат. Твори письменника вважаються основним джерелом натхнення для десятків сучасних авторів в сфері самодопомоги та мотивації.

### ЖурналSuccess
У 1897 році Марден заснував журнал «Success» («Успіх»). Згодом його наклад виріс до півмільйона примірників, які розповсюджувались через передплату.  Видання мало власну будівлю та друкарню у Нью-Йорку. Колектив працівників складався більше, ніж 200 працівників. 
Для свого журналу Марден писав статті, які зосереджувалися на персональній культурі, особистому розвитку та принципах успіху. В інших статтях були особисті інтерв’ю успішних чоловіків і жінок. Наприклад, відомих громадських діячів як президент Теодор Рузвельт, поетеса Джулія Ворд Гау, винахідники Томас Едісон і Александер Грем Белл, а також провідні промисловці, такі як Джон Девісон Рокфеллер і Ендрю Карнеґі. Понад 50 з цих інтерв’ю згодом було зібрано у формі книги. Журнал досі видається компанією SUCCESS Partners у Далласі.
Марден працював головним редактором під час видання Об’єднаної енциклопедичної бібліотеки (1903, 1906, 1907). Це була колективна праця з 19  томів, написана для просвіти широкої громадськості, зокрема, молоді. Марден також був постійним автором журналу «Нова думка» Елізабет Таун, протягом перших двох десятиліть ХХ століття. У цей час він був першим президентом ранньої організації New Thought, що існувала в Нью-Йорку під назвою «Ліги за велике життя».

### Хронологія
Примітка: факти подані за даними з книг Маргарет Конноллі « Історія життя Орісона Суетт Мардена» (1925) і Венде Марден Сіннев «З попелу – історія життя Орісона Суетт Мардена» (2004). Події, позначені зірочкою, датовані приблизно, коли точний рік не знайдено. Події, які неможливо датувати точно позначені так  (--).
- 1848 - Орісон Марден народився в Нью-Гемпширі.
- 1853* - Марта Марден, мати Орісона, померла у віці 22 років.
- 1856 (січень) — Льюїс Марден, батько Орісона, помер від нещасного випадку у віці 30 років.
- 1856-57* - Орісона та його двох сестер, Мері та Роуз, ненадовго забрали в дім їхньої бабусі.
- 1857* — Орісон перебуває на вихованні у  першій прийомній сім’ї Гловерів, куди його помістив  опікун Герольд Фіфілд.
- 1857* - Орісон вирушає на доручення і тікає від дикої кішки, відбивається від ведмедя та уникає пуми.
- 1858* - Орісона вилучають із родини Гловерів і поміщають у  родину містера і місіс Стронг, подружжя баптистів.
- 1862* - Орісона переводять до його третьої прийомної родини (містер і місіс Чепмен).
- 1864* - Після двох років у домі Чепменів Орісон тікає, щоб служити новому господареві в його четвертому домі (сім’я Фосс).
- (--) У підлітковому віці Орісон знаходить книгу Семюела Смайлза «Самопоміч » у напівзруйнованому стані на горищі.
- (--) Орісон поселяється на землі сусіднього фермера, яка стала його п’ятою домівкою[14].
- (--) Відвідує Colby Academy, підготовчу школу в Нью-Лондоні, Нью-Гемпшир.
- (--) Влітку працює на генерала Лютера Мак-Катчинса, де він заробляє на правління Академії Колбі.
- (--) Викладає в школі, для проблемних підлітків.
- (--) Відвідує Нью-Гемптонський інститут, Нью-Гемпшир.
- (--) Працює на посаді офіціанта в готелі Crawford House протягом літа.
- 1873-74* - відвідує Андоверську теологічну семінарію в Массачусетсі, щоб стати священиком[15].
- 1874* - Кидає навчання для міністерства, переконавшись, що він більше підходить для чогось іншого.
- 1877* - Закінчив бакалавра мистецтв Бостонського університету.
- 1877 – стає другим помічником клерка в готелі Ocean View, Блок-Айленд , Род-Айленд, протягом літнього сезону після закінчення навчання.
- 1877 - Підвищений до менеджера готелю Ocean View до кінця літнього сезону.
- (--) Випускник бакалавра наук (BS), Бостонський університет.
- 1879 р. – випуск бакалавра ораторського мистецтва (можливий ступінь для BO) з відзнакою, Бостонський університет[16].
- 1879 - Закінчив магістра мистецтв (AM), Бостонський університет.
- 1881 - Випуск доктора медицини Гарвардської медичної школи.
- 1882 – Випуск бакалавра права (LL.B.) на юридичній школі Бостонського університету
- 1882 — Відпливає до Європи (кількість місяців не вказана) і відвідує Францію, Німеччину, Італію, Австрію, Угорщину, Великобританію та Ірландію.
- (--) Стає власником готелю Manisses, Block Island.
- (--) Стає власником будинку Палмер, Гранд-Айленд, Небраска.
- (--) Стає власником готелю Midway Hotel, Карні, штат Небраска.
- (--) Обраний президентом торгової ради в Карні, штат Небраска.
- (--) Стає скарбником компанії острова Форт-Джордж у Флориді.
- 1892 - Допомагає відкрити новий готель у Південній Дакоті: керує готелем, облаштовує його та купує для нього меблі.
- 1893* — готель Мардена в Керні, штат Небраска, згорів разом із його оригінальним рукописом «Поштовх вперед».
- 1893 – після ділових розривів Марден, знову працює менеджером готелю в Чикаго, коли Всесвітня Колумбійська виставка привабила до цього міста відвідувачів з усього світу.
- 1894* — вирішує присвятити свої зусилля професійному письменництву.
- 1894* — сідає на потяг до Бостона, знімає дешевий номер в готелі, де пише «Поштовх вперед» і «Архітектори долі».
- 1894 р. – Публікує книгу Pushing to the Front.
- 1897 — у Бостоні вийшов журнал Success.
- (--) У Нью-Йорку заснована видавнича фірма Success.
- 1903 - У віці 55 років одружується з Клер Еванс з Луїсвілля, штат Кентуккі. У них троє дітей - Орісон-молодший, Мері Ньюелл і Лора Флетчер.
- 1905* — незабаром після одруження купує ферму в Глен-Коув, Лонг-Айленд , яка стала домом для доктора Мардена та його родини.
- 1912* — Видавнича фірма Success зазнає фінансових втрат і розпадається.
- 1917 (або 1918) – Фредерік К. Лоурі, відомий чиказький бізнесмен, допомагає Мардену відродити видавничу фірму Success
- 1918 (січень) — вийшов перший номер нового журналу «Успіх».
- 1924 (26 січня) - вшанований співробітниками фірми Success у Нью-Йорку, які бачать його востаннє
- 1924 (10 березня) - доктор Марден помирає у віці 75 років[17].

## Філософія та стиль автора

### Філософія
Крім Семюеля Смайлза , Марден вказував, що на його мислення вплинули роботи Олівера Венделла Голмса-Старшого та Ральфа Волдо Емерсона, обидва з яких були впливовими попередниками того, що до 1890-х років було названо «Рухом нової думки».
Як і багато прихильників філософії нової думки, Марден вважав, що наші думки впливають на наше життя та життєві обставини. Він стверджував: «Ми створюємо світ в якому живемо, і формуємо наше власне середовище». Хоча він найбільш відомий своїми книгами про фінансовий успіх, він завжди наголошував, що це стане результатом культивування особистого розвитку: «Золота можливість, яку ви шукаєте, у вас самих. Вона не у вашому оточенні; справа не в удачі, чи випадковості, чи в допомозі інших. Це лише в тобі самому». 

### Літературний стиль
Марден писав енергійним і читабельним стилем, використовуючи просту, але зрозумілу лексику. Він віддавав перевагу підходу «жирного заголовка» і викладав свої ідеї стисло, прямо та ясно. Можливо, завдяки своєму діловому досвіду він міг упакувати багато «удару» в декілька слів. Він мав виразний американський тон і синтаксис, які сучасні читачі можуть легко сприйняти.
Серед багатьох тем, які можна знайти в його творах, найсильнішими були бізнес, продаж і мистецтво збалансованого життя. Інші інтереси включають літературу, історію, філософію, біографію, образотворче мистецтво, освіту, психологію та фізичне здоров’я. Як і Семюель Смайлз, він пояснював багато чеснот, які складають успіх, наприклад самовпевненість, наполегливість і наполегливу працю. Його твори дихають духом «високої аскези» та зосереджені на темах лиха та тріумфу, поразки та перемоги, поразки та успіху. 
Марден наповнював свої твори простими, конкретними та заснованими на реальності фактами. Дійсно, він радить молодим письменникам «Живи, а потім пиши» і «Тримайся близько до життя».  Однак, поряд із цією простотою, його твори також виявляли неабиякий талант до риторичного польоту. Марден часто використовував метафори та порівняння для передачі етичних принципів і моральних уроків. Об’єкти або сцени, які можна спостерігати в природі, такі як скелі, мармур, струмки, дерева, сніги та бурі, надавали його творам піднесеної, поетичної глибини:
«Мороз, сніг, буря, блискавка — це грубі вчителі, що приносять крихітний жолудь до міцного дуба... Перешкоди, труднощі — це різець і молоток, що формують міцне життя у красі».

### Резолюція Лінкольна
Деякі з найпопулярніших книг Мардена сповнені приливу адреналіну та хвилювання у початкових розділах. У цих уривках читач міг відчути інтенсивність натхнення автора, хоч би й побічно.
Наприклад , книжка Мардена «Хто може, хто думає, що може» починається простою цитатою з щоденника Авраама Лінкольна. Цитата дає нам уявлення про розум великої людини та невидиму силу, яка підтримувала його під час великої кризи. Неможливо прочитати глибокий аналіз Мардена і залишитися байдужим до віри та рішучості Лінкольна: 
«Я пообіцяв своєму Богу, що зроблю це».
У вересні 1862 року, коли Лінкольн оприлюднив свою попередню емансипаційну прокламацію, найвищий акт дев’ятнадцятого століття, він зробив такий запис у своєму щоденнику: «Я пообіцяв моєму Богу, що зроблю це». Чи хтось сумнівається, що така могутня постать додала цій чудовій людині сили; чи що це заважало йому виконати те, за що він узявся? Ні глузування, ні висміювання, ні страх перед ворогами, ні відмова від друзів не змогли похитнути його непохитну віру в здатність вести націю через найбільшу боротьбу в її історії.